# Cori Bush
Pour les articles homonymes, voir Bush.
Cori Bush, née le 21 juillet 1976 à Saint-Louis (Missouri), est une femme politique, infirmière et pasteure américaine. Elle est élue pour le Parti démocrate lors des élections fédérales de 2020 à la Chambre des représentants des États-Unis dans le 1er district congressionnel du Missouri.

## Biographie

### Jeunesse et débuts
Cori Bush est originaire de Saint-Louis dans le Missouri. Son père, Errol Bush, est conseiller municipal et maire de Northwoods durant plusieurs années. Elle est afro-américaine.
En 2001, elle tombe malade alors qu'elle est enceinte de son deuxième enfant et doit quitter son travail au sein d'une école maternelle. Ayant des difficultés à payer ses impôts, sa famille est expulsée. Elle vit alors avec son mari et leurs enfants dans un Ford Explorer durant plusieurs mois. Le couple finit par rompre et Cori Bush élève ensuite seule ses deux enfants. Elle devient infirmière et pasteure.

### Premiers engagements politiques
Après la mort de Michael Brown en 2014, Bush rejoint les manifestations de Ferguson et devient l'un des meneurs du mouvement local de protestation contre les violences policières,.
En 2016, elle est candidate à la primaire pour l'investiture démocrate à l'élection sénatoriale dans le Missouri, mais elle est largement battue par Jason Kander, le secrétaire d'État du Missouri, avec 13,2 % des voix contre 69,8 %. Durant les primaires présidentielles, elle fait campagne pour Bernie Sanders,.
Elle se présente à la primaire démocrate pour les élections de 2018 à la Chambre des représentants des États-Unis dans le 1er district congressionnel du Missouri face à Lacy Clay, représentant sortant, élu sans discontinuer depuis 2000. S'il met en avant son expérience et son travail auprès de la communauté, Bush souligne un besoin de changement et estime que l'expérience n'est pas synonyme d'efficacité. Elle est notamment soutenue par Alexandria Ocasio-Cortez, qui bat un représentant démocrate sortant quelques mois plus tôt au cours d'une primaire dans l'État de New York. Elle échoue cependant, perdant avec 20 points de retard sur le candidat sortant. Bien que largement devancée, il s'agit alors de la victoire la plus serrée de Lacy Clay depuis le début de sa carrière.

### Représentante des États-Unis

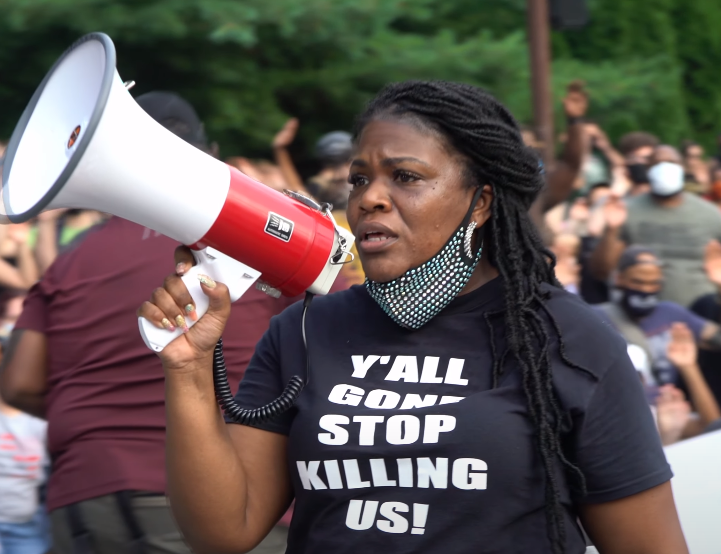
Cori Bush en 2020, participant à l'une des manifestations consécutives à la mort de George Floyd.

Cori Bush est à nouveau candidate lors de la primaire démocrate précédant les élections de 2020 face à Clay. Elle bénéficie désormais d'une certaine notoriété grâce à son apparition dans le documentaire Cap sur le Congrès (Knock Down the House) de Netflix et réussit à se rapprocher du sortant en termes de levées de fonds. Cela lui permet notamment de faire diffuser des publicités en sa faveur, contrairement à 2018. Elle bat Lacy Clay, pourtant soutenu par la présidente de la Chambre des représentants, Nancy Pelosi, en rassemblant 48,5 % des voix contre 45,6 % pour le démocrate sortant. Sa victoire s'inscrit dans un contexte de crise sanitaire et de manifestations contre le racisme consécutives à la mort de George Floyd, voyant de nombreux candidats de la gauche du Parti démocrate réaliser de bons scores,. Dans ce bastion démocrate majoritairement afro-américain comprenant Saint-Louis et sa proche banlieue, elle est élue avec près de 80 % des suffrages en novembre 2020.
À l'été 2021, elle s'installe devant les marches de la Chambre des représentants à Washington, D.C. pour exiger une prolongation du moratoire sur les loyers impayés, des millions de familles étant menacées d'être expulsées de leurs logements, étant elle-même anciennement sans-abri. En novembre suivant, elle critique vivement le démocrate conservateur Joe Manchin, sénateur fédéral de Virginie-Occidentale, qui s'oppose au Build Back Better Act, grand plan d'investissement en discussion au Congrès, le vote de celui-ci étant indispensable pour l'adoption du plan.
Le 8 novembre 2022, elle est réélue avec 78 % des voix face au républicain Anthony Rogers.
Candidate pour un troisième mandat, elle est cependant battue lors de la primaire démocrate le 6 août 2024 par Wesley Bell, procureur de district du comté de Saint-Louis.

## Positions politiques
Cori Bush fait partie de la gauche du Parti démocrate, soutenant une hausse du salaire minimum, une couverture santé universelle et une réforme de la police. Elle critique ainsi Joe Biden lors de la Convention nationale démocrate de 2020, lui reprochant de ne pas envisager la mise en place d'un véritable système public de santé universel : « Les miens sont en train de mourir. Je ne peux pas soutenir une plateforme qui n'inclut pas l'assurance-santé pour tous ». 